# Człowiek Roku tygodnika „Time”

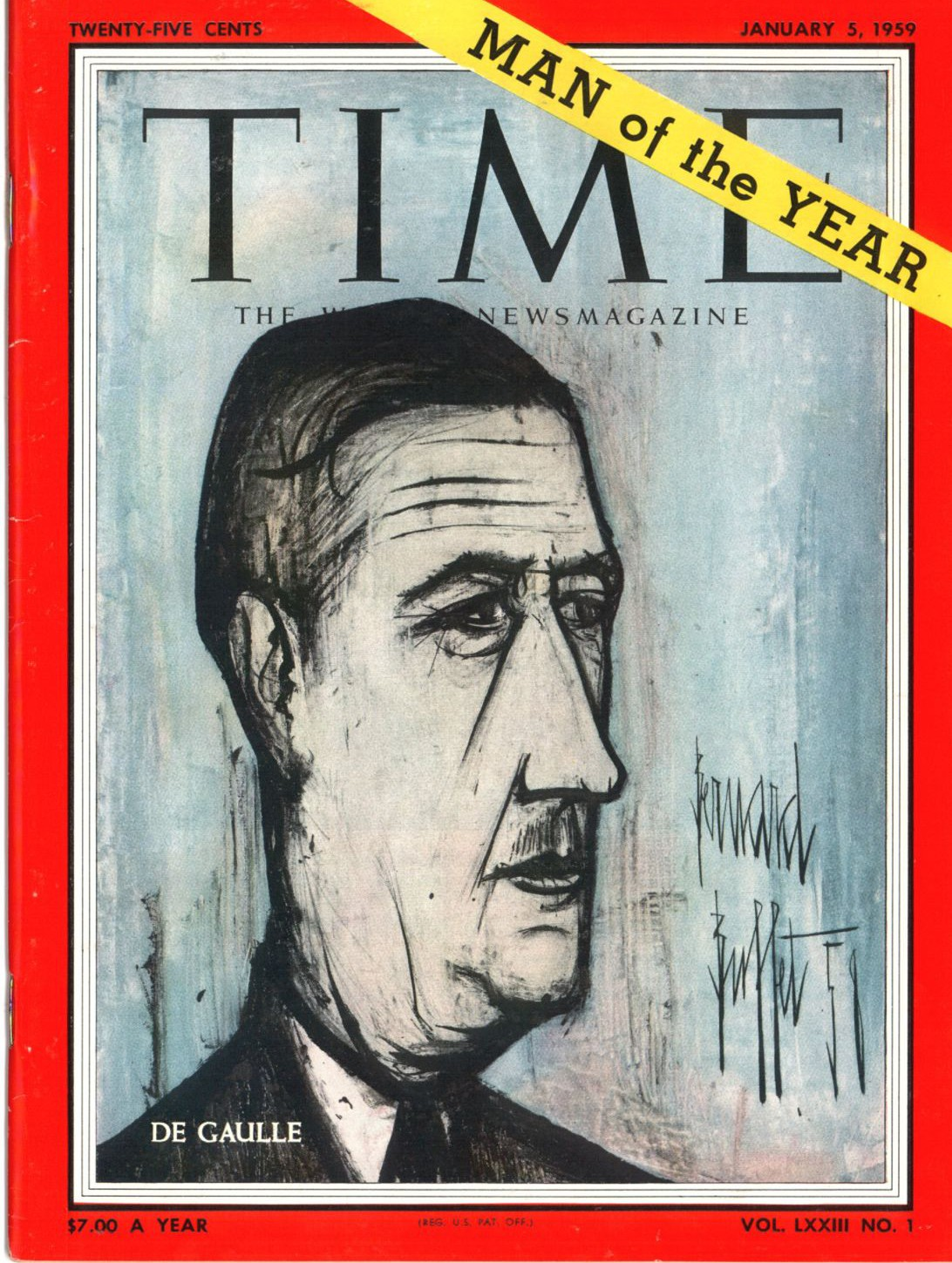
Charles de Gaulle, Człowiek Roku tygodnika „Time”, na okładce tygodnika z 1959

Człowiek Roku tygodnika „Time” – nagroda przyznawana od 1927 przez redakcję tygodnika „Time” człowiekowi, grupie ludzi, maszynie lub idei, która w minionym roku miała największy wpływ na wydarzenia na świecie – w pozytywnym lub negatywnym znaczeniu.

## Osoby wyróżnione tytułem
Do 1998 tytułem Man of the Year / Men of the Year / Woman of the Year / Women of the Year. Od 1999 tytułem Person of the Year / Persons of the Year.
| Rok  | Człowiek Roku  | Człowiek Roku                    | Lata życia | Uwagi |
| ---- | -------------- | -------------------------------- | ---------- | --- |
| 1927 |                | Charles Lindbergh                | 1902–1974  | |
| 1928 |                | Walter Chrysler                  | 1875–1940  | |
| 1929 |                | Owen Young                       | 1874–1962  | |
| 1930 |                | Mahatma Gandhi                   | 1869–1948  | Pierwszy nie-Amerykanin, któremu przyznano tytuł |
| 1931 |                | Pierre Laval                     | 1883–1945  | Pierwszy Europejczyk, któremu przyznano tytuł |
| 1932 |                | Franklin D. Roosevelt            | 1882–1945  | Pierwszy prezydent elekt, któremu przyznano tytuł |
| 1933 |                | Hugh Johnson                     | 1882–1942  | |
| 1934 |                | Franklin D. Roosevelt            | 1882–1945  | Wybrany po raz drugi |
| 1935 |                | Haile Selassie I                 | 1892–1975  | Pierwszy monarcha i pierwszy Afrykanin, któremu przyznano tytuł |
| 1936 |                | / Wallis Simpson                 | 1896–1986  | Pierwsza kobieta, której przyznano tytuł |
| 1937 |                | Czang Kaj-szek                   | 1887–1975  | Po raz pierwszy tytuł przyznano dwóm osobom (małżeństwu); Man and Wife of the Year |
| 1937 |                | Song Meiling                     | 1897–2003  | Po raz pierwszy tytuł przyznano dwóm osobom (małżeństwu); Man and Wife of the Year |
| 1938 |                | Adolf Hitler                     | 1889–1945  | Jedyny przypadek, w którym osoba, która otrzymała tytuł nie pojawiła się na okładce |
| 1939 |                | Józef Stalin                     | 1878–1953  | |
| 1940 |                | Winston Churchill                | 1874–1965  | |
| 1941 |                | Franklin D. Roosevelt            | 1882–1945  | Wybrany po raz trzeci |
| 1942 |                | Józef Stalin                     | 1878–1953  | Wybrany po raz drugi |
| 1943 |                | George Marshall                  | 1880–1959  | |
| 1944 |                | Dwight Eisenhower                | 1890–1969  | |
| 1945 |                | Harry Truman                     | 1884–1972  | |
| 1946 |                | James F. Byrnes                  | 1879–1972  | |
| 1947 |                | George Marshall                  | 1880–1959  | Wybrany po raz drugi |
| 1948 |                | Harry Truman                     | 1884–1972  | Wybrany po raz drugi |
| 1949 |                | Winston Churchill                | 1874–1965  | Wybrany po raz drugi; Man of the Half-Century |
| 1950 |                | Żołnierz amerykański             |            | „Reprezentant” oddziałów wojskowych biorących udział w wojnie koreańskiej; pierwszy tytuł nadany osobie „abstrakcyjnej” |
| 1951 |                | Mohammad Mosaddegh               | 1882–1967  | |
| 1952 |                | Elżbieta II                      | 1926–2022  | |
| 1953 |                | Konrad Adenauer                  | 1876–1967  | |
| 1954 |                | John Foster Dulles               | 1888–1959  | |
| 1955 |                | Harlow Curtice                   | 1893–1962  | |
| 1956 |                | Węgierski powstaniec             |            | Wybór abstrakcyjny |
| 1957 |                | Nikita Chruszczow                | 1894–1971  | |
| 1958 |                | Charles de Gaulle                | 1890–1970  | |
| 1959 |                | Dwight Eisenhower                | 1890–1969  | Wybrany po raz drugi |
| 1960 |                | Amerykańscy naukowcy             |            | Reprezentowani przez następujących naukowców: - Linus Pauling - Isidor Rabi - Edward Teller - Joshua Lederberg - Donald A. Glaser - Willard Libby - Robert Woodward - Charles Draper - William Shockley - Emilio Segrè - John Enders - Charles Townes - George Beadle - James Van Allen - Edward Purcell |
| 1961 |                | John F. Kennedy                  | 1917–1963  | |
| 1962 |                | / papież Jan XXIII               | 1881–1963  | Pierwszy papież, któremu przyznano tytuł |
| 1963 |                | Martin Luther King               | 1929–1968  | |
| 1964 |                | Lyndon Johnson                   | 1908–1973  | |
| 1965 |                | William Westmoreland             | 1914–2005  | |
| 1966 |                | Generacja twenty-five & under    |            | Wybór abstrakcyjny; potomkowie powojennego wyżu demograficznego |
| 1967 |                | Lyndon Johnson                   | 1908–1973  | Wybrany po raz drugi |
| 1968 |                | Frank Borman                     | 1928–2023  | Astronauci Apollo 8 |
| 1968 |                | Jim Lovell                       | 1928–      | Astronauci Apollo 8 |
| 1968 |                | William Anders                   | 1933–2024  | Astronauci Apollo 8 |
| 1969 |                | Amerykanie z klasy średniej      |            | Wybór abstrakcyjny; Man and Woman of the Year |
| 1970 |                | Willy Brandt                     | 1913–1992  | |
| 1971 |                | Richard Nixon                    | 1913–1994  | |
| 1972 |                | Richard Nixon                    | 1913–1994  | Wybrany po raz drugi |
| 1972 |                | Henry Kissinger                  | 1923–2023  | |
| 1973 |                | John Sirica                      | 1904–1992  | |
| 1974 |                | król Fajsal                      | 1906–1975  | |
| 1975 |                | Amerykanki                       |            | Reprezentowane przez następujące Amerykanki: - Betty Ford - Carla Hills - Ella Grasso - Barbara Charline Jordan - Susie Sharp - Jill Conway - Billie Jean King - Susan Brownmiller - Addie Wyatt - Kathleen Byerly - Carol Sutton - Alison Cheek                                                         |
| 1976 |                | Jimmy Carter                     | 1924–2024  | |
| 1977 |                | Anwar as-Sadat                   | 1918–1981  | |
| 1978 |                | Deng Xiaoping                    | 1904–1997  | |
| 1979 |                | Ajatollah Chomeini               | 1902–1989  | |
| 1980 |                | Ronald Reagan                    | 1911–2004  | |
| 1981 |                | Lech Wałęsa                      | 1943–      | Pierwszy Polak |
| 1982 |                | Komputer                         |            | Machine of the Year |
| 1983 |                | Ronald Reagan                    | 1911–2004  | Wybrany po raz drugi |
| 1983 |                | Jurij Andropow                   | 1914–1984  | |
| 1984 |                | Peter Ueberroth                  | 1937–      | |
| 1985 |                | Deng Xiaoping                    | 1904–1997  | Wybrany po raz drugi |
| 1986 |                | Corazon Aquino                   | 1933–2009  | |
| 1987 |                | Michaił Gorbaczow                | 1931–2022  | |
| 1988 |                | Zagrożona Ziemia                 |            | Wybór abstrakcyjny; Planet of the Year |
| 1989 |                | Michaił Gorbaczow                | 1931–2022  | Wybrany po raz drugi; Man of the Decade |
| 1990 |                | George H.W. Bush                 | 1924–2018  | |
| 1991 |                | Ted Turner                       | 1938–      | |
| 1992 |                | Bill Clinton                     | 1946–      | |
| 1993 |                | Nelson Mandela                   | 1918–2013  | Niosący Pokój (ang. The Peacemakers) |
| 1993 |                | F.W. de Klerk                    | 1936–2021  | Niosący Pokój (ang. The Peacemakers) |
| 1993 |                | Jasir Arafat                     | 1929–2004  | Niosący Pokój (ang. The Peacemakers) |
| 1993 |                | Icchak Rabin                     | 1922–1995  | Niosący Pokój (ang. The Peacemakers) |
| 1994 |                | / papież Jan Paweł II            | 1920–2005  | Drugi papież, któremu przyznano tytuł, drugi Polak któremu przyznano tytuł |
| 1995 |                | Newt Gingrich                    | 1943–      | |
| 1996 |                | / David Ho                       | 1952–      | |
| 1997 |                | Andy Grove                       | 1936–2016  | |
| 1998 |                | Bill Clinton                     | 1946–      | Wybrany po raz drugi |
| 1998 |                | Kenneth Starr                    | 1946–2022  | |
| 1999 |                | Jeffrey P. Bezos                 | 1964–      | |
| 1999 |                | Albert Einstein                  | 1879–1955  | Person of the Century |
| 2000 |                | George W. Bush                   | 1946–      | |
| 2001 |                | Rudy Giuliani                    | 1944–      | |
| 2002 |                | Cynthia Cooper (WorldCom)        | 1963–      | Sygnaliści (ang. The Whistleblowers) |
| 2002 |                | Sherron Watkins (Enron)          | 1959–      | Sygnaliści (ang. The Whistleblowers) |
| 2002 |                | Coleen Rowley (FBI)              | 1954–      | Sygnaliści (ang. The Whistleblowers) |
| 2003 |                | Żołnierz amerykański             |            | Wybrani po raz drugi; wybór abstrakcyjny |
| 2004 |                | George W. Bush                   | 1946–      | Wybrany po raz drugi |
| 2005 |                | Bono                             | 1960–      | Dobrzy Samarytanie (ang. The Good Samaritans) |
| 2005 |                | Bill Gates                       | 1955–      | Dobrzy Samarytanie (ang. The Good Samaritans) |
| 2005 |                | Melinda Gates                    | 1964–      | Dobrzy Samarytanie (ang. The Good Samaritans) |
| 2006 |                | Ty                               |            | Uhonorowanie światowej społeczności internetowej, ze szczególnym uwzględnieniem projektów: Wikipedii, Myspace oraz YouTube; „Ty” kontrolujesz erę informacji (ang. „You” control the Information Age); wybór abstrakcyjny                                                                                |
| 2007 |                | Władimir Putin                   | 1952–      | |
| 2008 |                | Barack Obama                     | 1961–      | |
| 2009 |                | Ben Bernanke                     | 1953–      | |
| 2010 |                | Mark Zuckerberg                  | 1984–      | |
| 2011 |                | Protestujący                     |            | Wybór abstrakcyjny |
| 2012 |                | Barack Obama                     | 1961–      | Wybrany po raz drugi |
| 2013 |                | / papież Franciszek              | 1936–2025  | Trzeci papież, któremu przyznano tytuł |
| 2014 |                | Walczący z Ebolą                 |            | Wybór abstrakcyjny – osoby zaangażowane w walkę z epidemią wirusa Ebola w Afryce Zachodniej |
| 2015 |                | Angela Merkel                    | 1954–      | |
| 2016 |                | Donald Trump                     | 1946–      | |
| 2017 |                | Osoby, które przerwały milczenie |            | Kobiety, które zapoczątkowały akcję #MeToo |
| 2018 |                | Dżamal Chaszukdżi                | 1958–2018  | Strażnicy (ang. The Guardians) – zamordowani i szykanowani dziennikarze. Ponadto uhonorowano 5 pracowników redakcji „Capital Gazette” zamordowanych w strzelaninie 28 czerwca 2018 |
| 2018 |                | Wa Lone                          | 1986–      | Strażnicy (ang. The Guardians) – zamordowani i szykanowani dziennikarze. Ponadto uhonorowano 5 pracowników redakcji „Capital Gazette” zamordowanych w strzelaninie 28 czerwca 2018 |
| 2018 |                | Kyaw Soe Oo                      | 1990–      | Strażnicy (ang. The Guardians) – zamordowani i szykanowani dziennikarze. Ponadto uhonorowano 5 pracowników redakcji „Capital Gazette” zamordowanych w strzelaninie 28 czerwca 2018 |
| 2018 |                | Maria Ressa                      | 1963–      | Strażnicy (ang. The Guardians) – zamordowani i szykanowani dziennikarze. Ponadto uhonorowano 5 pracowników redakcji „Capital Gazette” zamordowanych w strzelaninie 28 czerwca 2018 |
| 2019 |                | Greta Thunberg                   | 2003–      | Najmłodsza osoba, której przyznano nagrodę |
| 2020 |                | Joe Biden                        | 1942–      | za skuteczną mapę działania przeciwko epidemii oraz za „siłę empatii”, jaką wykazali się podczas roku zdominowanego przez COVID-19 |
| 2020 |                | Kamala Harris                    | 1964–      | za skuteczną mapę działania przeciwko epidemii oraz za „siłę empatii”, jaką wykazali się podczas roku zdominowanego przez COVID-19 |
| 2021 |                | Elon Musk                        | 1971–      | za ogromną władzę i wpływ na rzeczywistość |
| 2022 |                | Wołodymyr Zełenski               | 1978–      | za udowodnienie, że odwaga może być równie zaraźliwa jak strach, za inspirowanie ludzi i narodów do jednoczenia się w obronie wolności, za przypomnienie światu o kruchości demokracji i pokoju. |
| 2022 | „Duch Ukrainy” |                                  |            | za udowodnienie, że odwaga może być równie zaraźliwa jak strach, za inspirowanie ludzi i narodów do jednoczenia się w obronie wolności, za przypomnienie światu o kruchości demokracji i pokoju. |
| 2023 |                | Taylor Swift                     | 1989–      | za „znalezienie” sposobu na przekraczanie granic i bycie źródłem światła |
| 2024 |                | Donald Trump                     | 1946–      | Drugi prezydent w historii USA, który wróci do Białego Domu po kadencji przerwy |

## Galeria Okładek

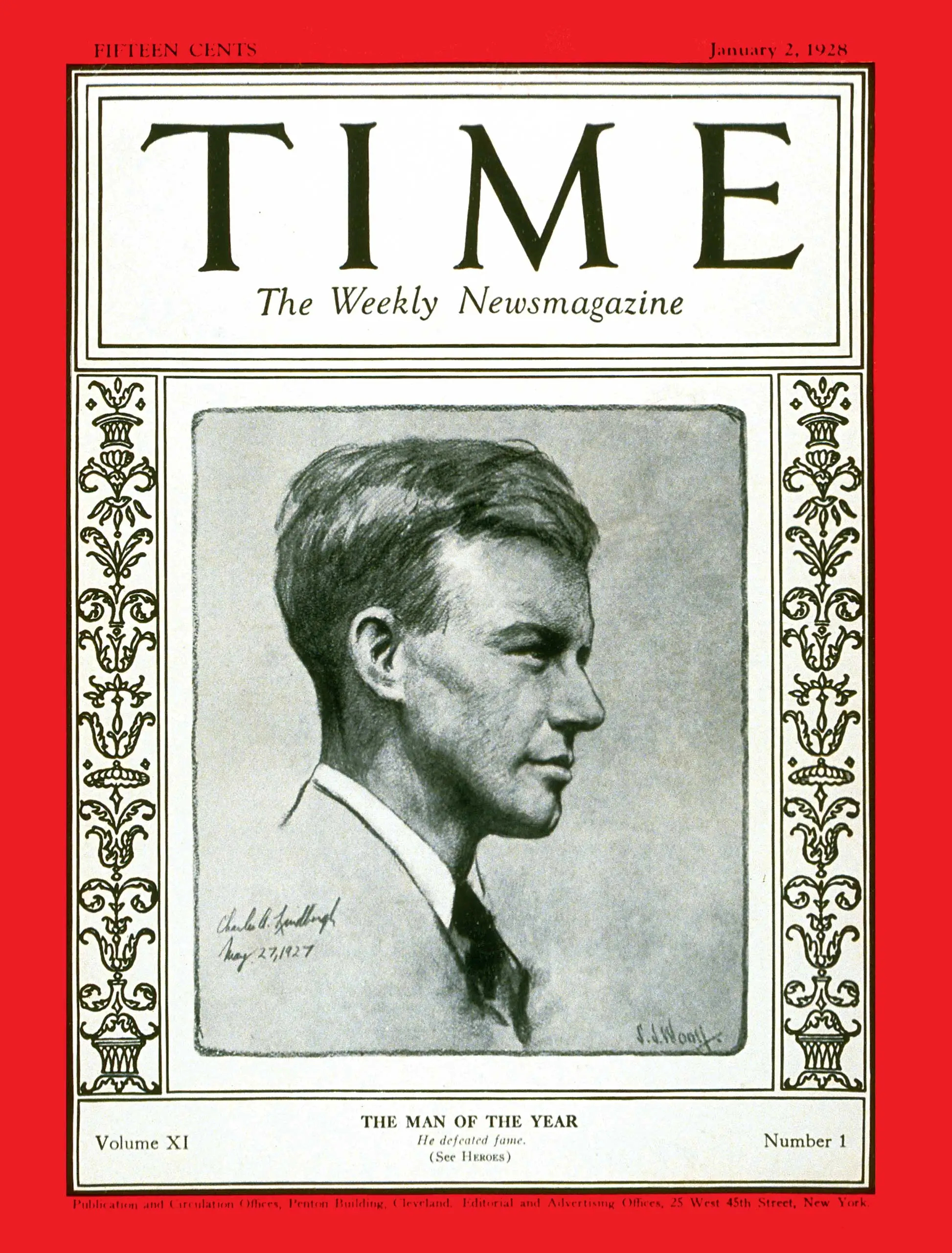
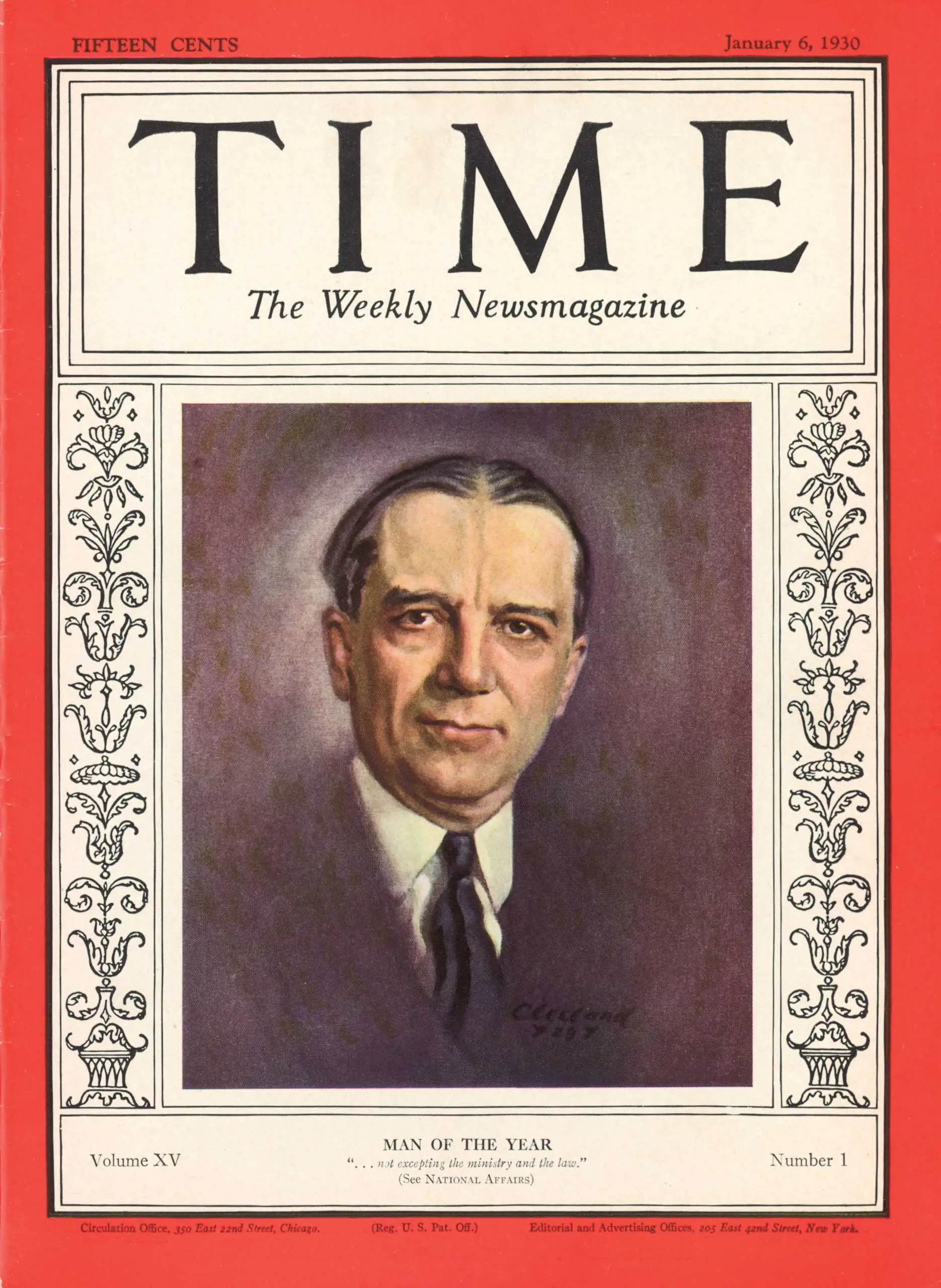
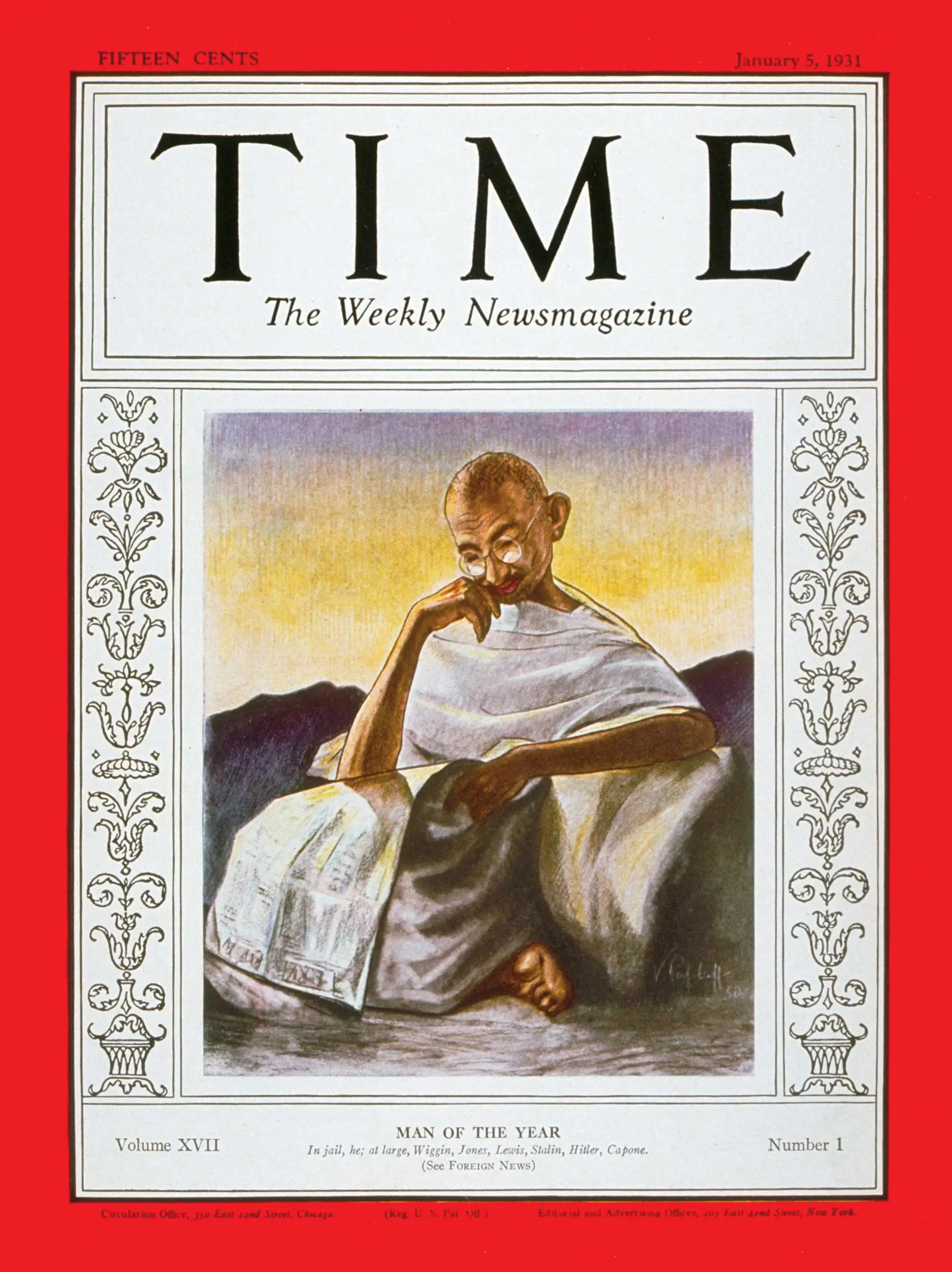
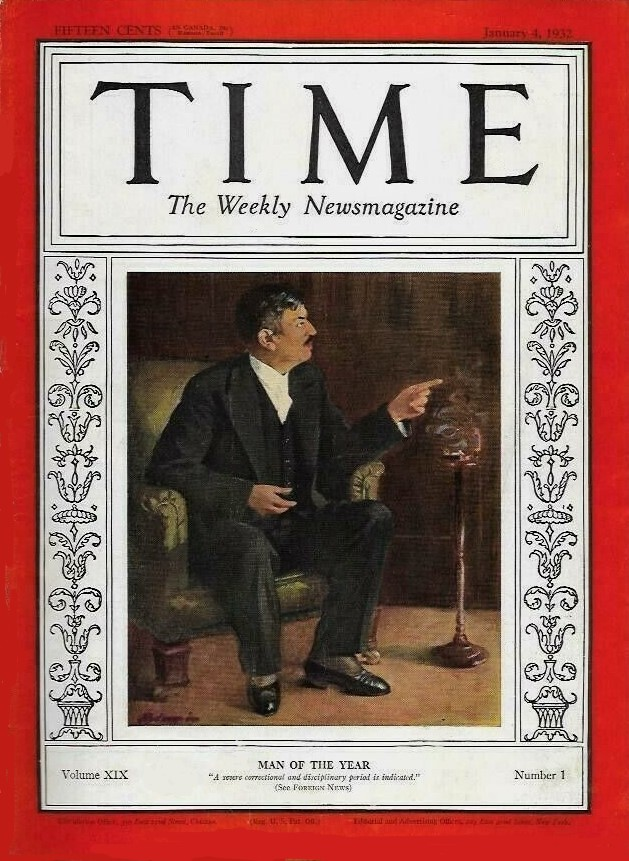
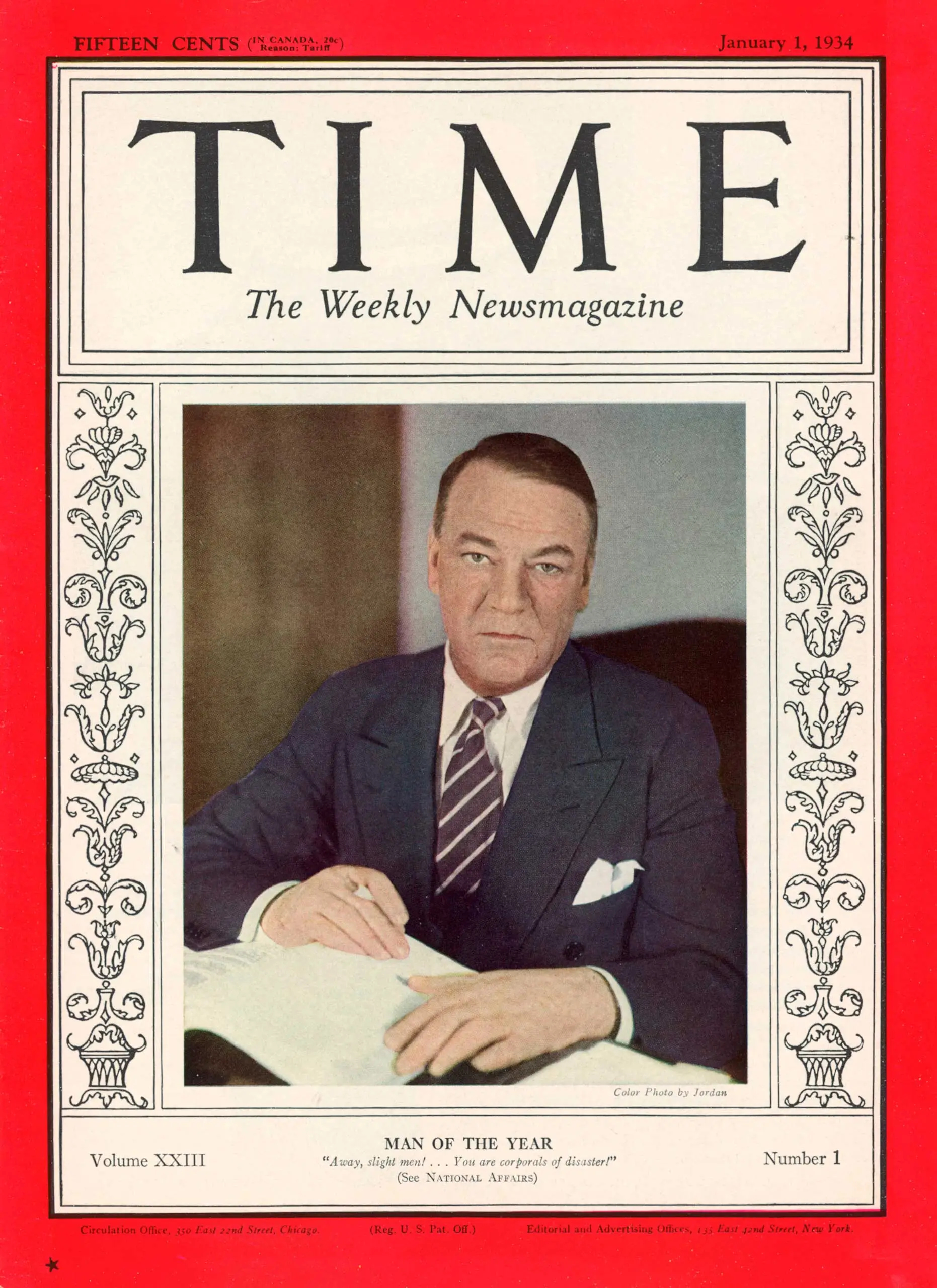
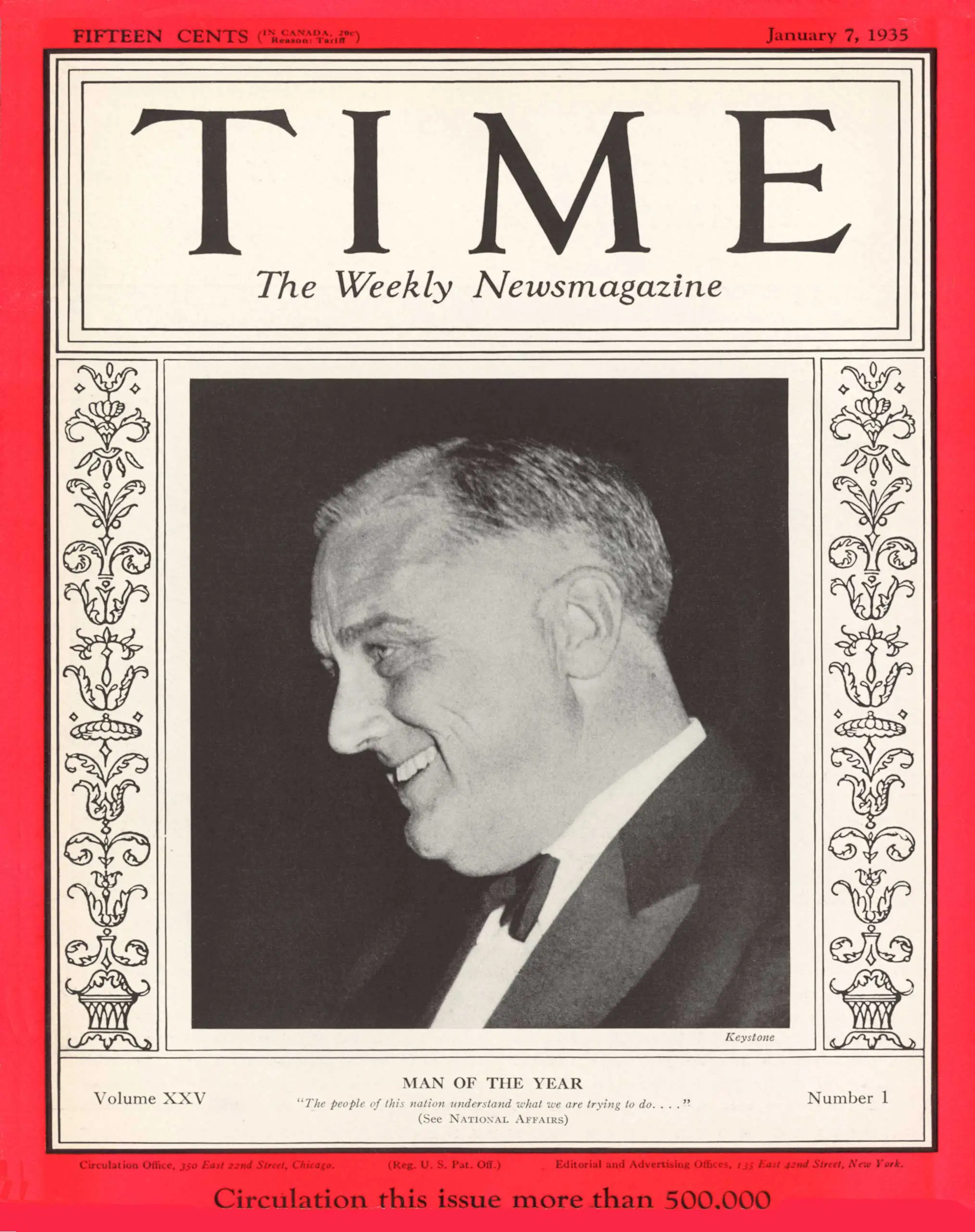
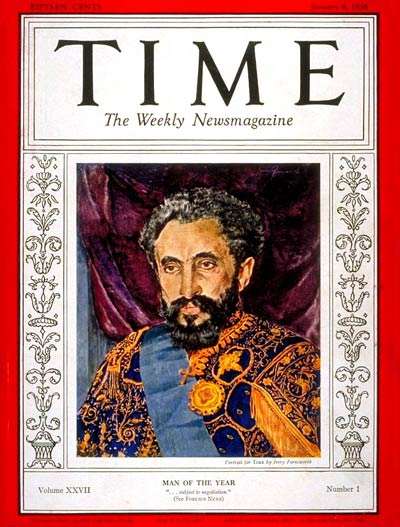
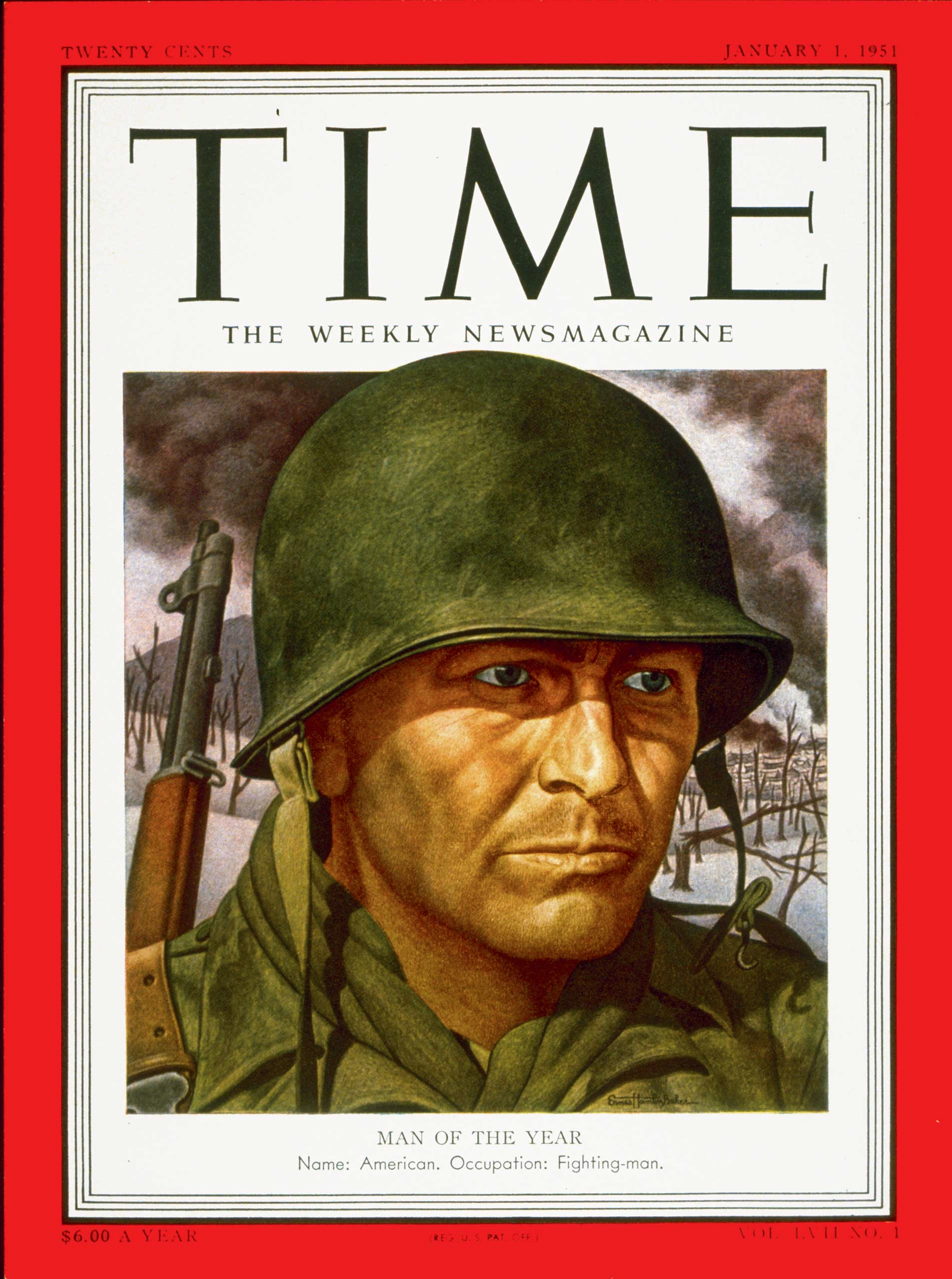
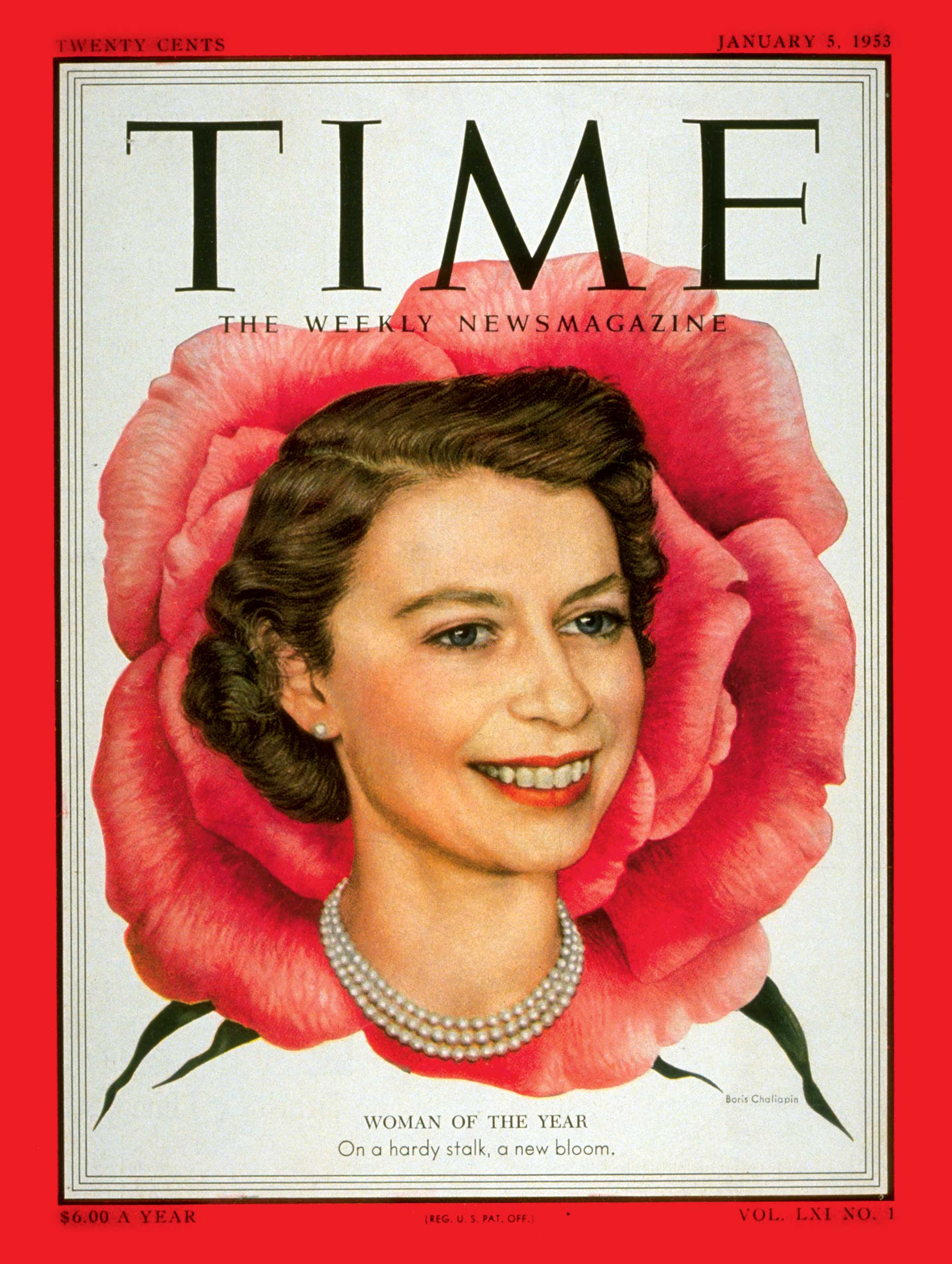
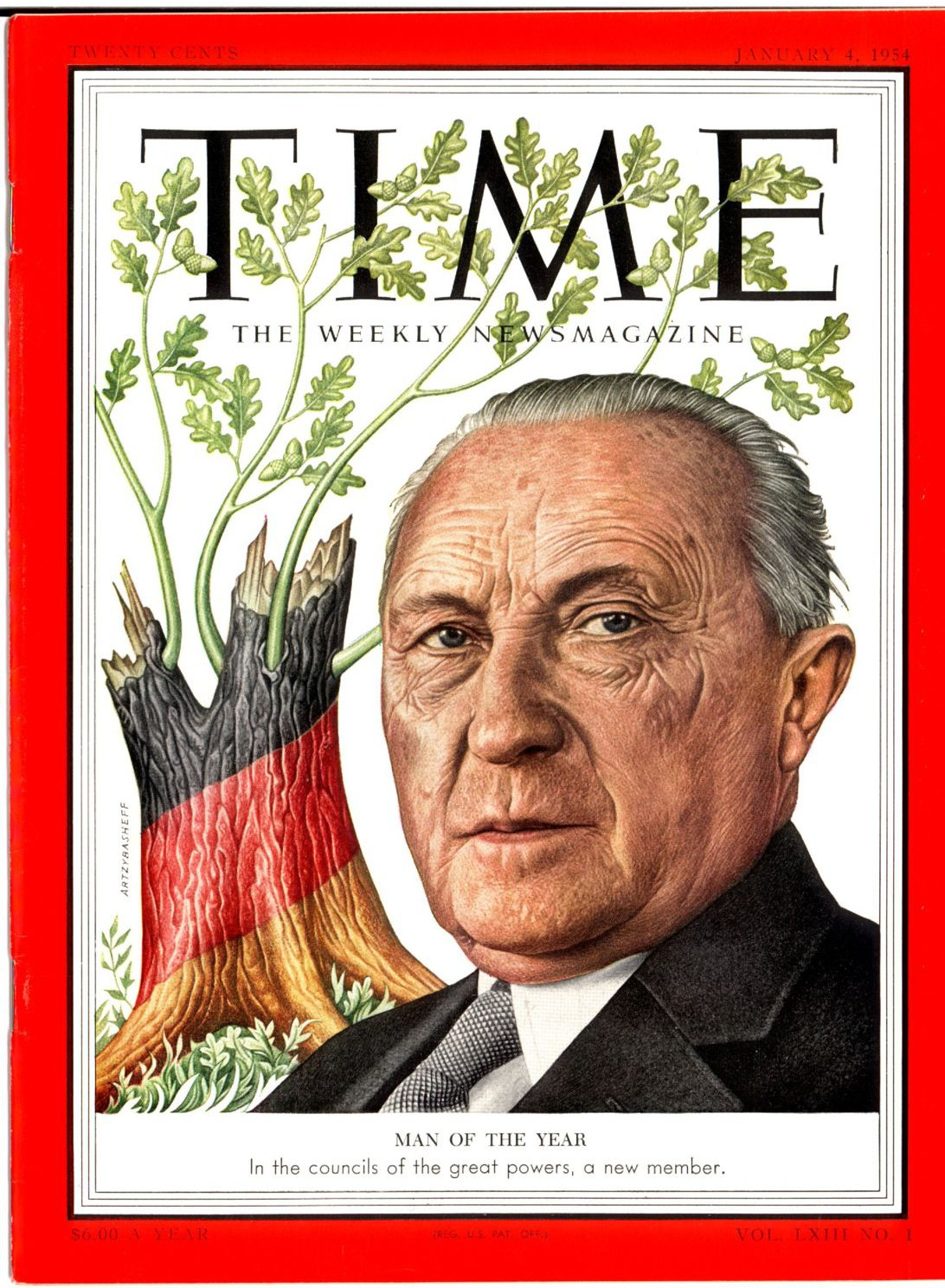
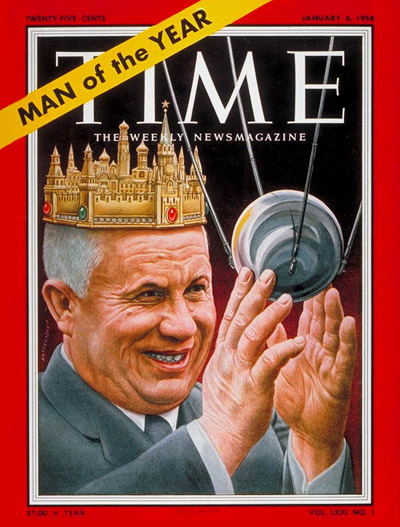
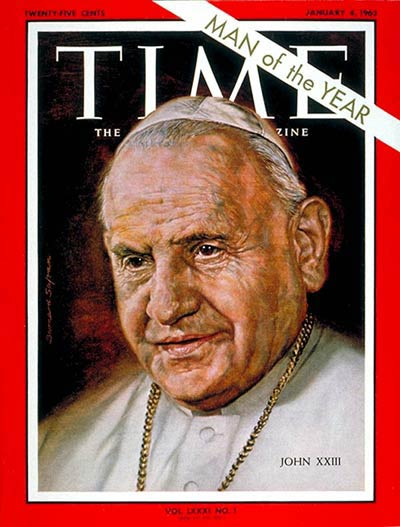